# Marcellin Cishambo
Marcellin Cishambo est un homme politique congolais  (République démocratique du Congo) et ex-gouverneur de la province du Sud-Kivu.

## Parcours politique
En 2006, Cishambo est conseiller politique du chef de l’État.
À la suite de la démission de Louis Muderhwa, il est élu gouverneur du Sud-Kivu, comme candidat du PPRD, le 12 juillet 2010, et forme un gouvernement provincial le 20 juillet. Il a été remercié en août 2017. 
Le 19 novembre 2016, il est nommé secrétaire fédéral du PPRD au Sud Kivu par l'ancien secrétaire général du parti, Henry Mova Sakanyi.  